# رنسانس دیزنی

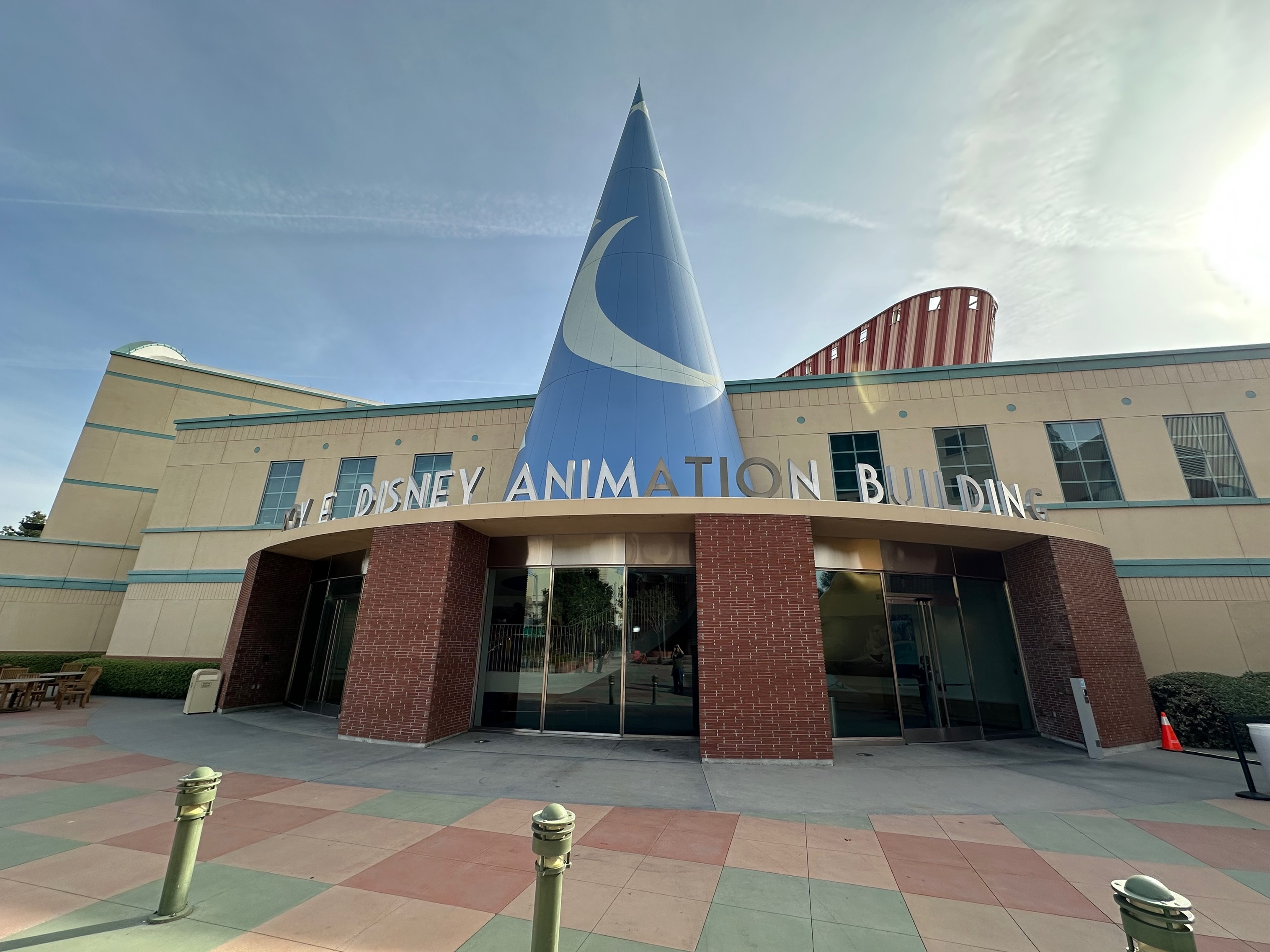
انیمشین های رنسانس دیزنی تاثیر زیادی بر افکار عمومی جهان داشته است.

دوره رنسانس دیزنی (به انگلیسی: The Disney Renaissance) به برهه زمانی از سال ۱۹۸۹ تا ۱۹۹۹ میلادی گفته می‌شود که طی آن انیمیشن‌های بلند استودیو والت دیزنی پیکچرز دوباره به موفقیت‌های تجاری و انتقادی تبدیل شدند. این انیمیشن‌ها عمدتاً اقتباسی از داستان‌های شناخته شده در ژانر موزیکال بودند. این تجدید حیات به استودیو دیزنی اجازه داد تا به موفقیت‌های زیادی در فروش گیشه برسد و سود بسیار بیشتری نسبت به سال‌های قبل کسب کند.
انیمیشن‌هایی که استودیوی والت دیزنی در دوره رنسانس خودش تولید و منتشر کرده‌است، عبارتند از: پری دریایی کوچولو (۱۹۸۹)، امدادگران: مأموریت زیرزمینی (۱۹۹۰)، دیو و دلبر (۱۹۹۱)، علاءالدین (۱۹۹۲)، شیر شاه (۱۹۹۴)، پوکاهانتس (۱۹۹۵)، گوژپشت نتردام (۱۹۹۶)، هرکول (۱۹۹۷)، مولان (۱۹۹۷) و تارزان (۱۹۹۹).